# Estry Tammelina
Estry Tammelina (O-(N,N-dialkiloaminoalkilo)-metylofluorofosfoniany) – grupa organicznych związków chemicznych otrzymanych w latach 50. XX w. przez Larsa-Erika Tammelina w ramach programu badań nad potencjalnymi fosforoorganicznymi bojowymi środkami trującymi.
Estry Tammelina są bezbarwnymi cieczami o wysokich temperaturach wrzenia. Nie dają się przechowywać, gdyż w ciągu kilku tygodni zestalają się. Możliwość zastosowania ich jako bojowych środków trujących są ograniczone, gdyż szybko hydrolizują (znacznie szybciej niż sarin). Półokres hydrolizy wynosi kilka lub kilkanaście minut (sarinu ponad 5 godzin).
Estry Tammelina są typowymi paralityczno-drgawkowymi bojowymi środkami trującymi o wysokiej toksyczności (porównywalnej ze związkami V). LD50 dla myszy wynosi 0,05–0,1 mg/kg.

Wzór ogólny estrów Tammelina:
gdzie:
- R- to CH_{3}-, C_{2}H_{5}-, (CH_{3})_{2}CH-, CH_{3}CH_{2}CH_{2}-
- n - zawiera się w przedziale od 1 do 5 (najczęściej n = 2)